# هواوي ميت اكس
هواوي ميت اكس هو هاتف ذكي قابل للطي قائم على نظام أندرويد تم إنتاجه بواسطة شركة هواوي. تم الكشف عنه في ملتقى عالم الهاتف النقال 2019 في 25 فبراير 2019  وكان من المقرر أصلاً إطلاقه في يونيو 2019، ولكن تم إطالق الإطلاق للسماح بإجراء اختبارات مكثفة في ضوء الإخفاقات التي أبلغ عنها مستخدمو منتج مشابه، جالكسي فولد من سامسونج. تم إطلاق ميت اكس في الصين فقط في نوفمبر 2019. لم يتم الكشف عن تاريخ الإطلاق العالمي. يُشار إلى أن سعر الجهاز – حسب ما أعلنت هواوي في شهر شباط/فبراير الماضي – يبلغ 2,250 دولارًا أمريكيًا. ولا يُعلم ما إذا كانت الشركة سوف تحافظ على هذا السعر أم تخفضه.

## مواصفات

### العتاد
ياتي الهاتف بشاشة أوليد مرنة ملفوفة حول جسم الهاتف. قياس الشاشة عند فتحها ثماني بوصات ودرجة وضوح 2480 × 2200 بكسل. أما عند إغلاقه فتقسم إلى شاشة بقياس 6.6 بوصات ودرجة وضوح  2480 × 1148 في المقدمة وشاشة قياس 6.3 بوصات ودرجة وضوح 2480 × 892 على الظهر. ينبض داخل الجهاز معالج هواوي كيرين 980 أس أو سي هي Huawei Kirin 980 SoC، مع ذاكرة وصول عشوائي سعتها ثمانية غيغابايتات، وسعة تخزين بمقدار 512 غيغابايتا، وبطارية ضخمة بقدرة 4500 مللي أمبير. يدعم مات أكس شبكة الجيل الخامس.

### البرمجيات
يعمل جهاز ميت اكس على نظام أندرويد 9.0 "Pie" مع هواوي EMUI 9.1.